# Stenoptilia meyeri
Stenoptilia meyeri is een vlinder uit de familie vedermotten (Pterophoridae). De wetenschappelijke naam is voor het eerst geldig gepubliceerd in 1997 door Gielis.
De soort komt voor in Europa.